# دول أمريكا اللاتينية وعصبة الأمم
عندما تأسست عصبة الأمم في عام 1919، تتضمن ميثاق أعضاءها من تسع دول لاتينية، وزاد هذا العدد إلى 15 دولة عندما عقدت عصبة الأمم أول اجتماع عام 1920، وانضم بعد ذلك العديد من الدول في العقد الذي تلاه، وعلى الرغم من أن البرازيل هي الدولة الوحيدة التي كان لها مشاركة في الحرب العالمية الأولى (كان لها دور ثانوي آنذاك)، دعمت هذه الدول مبادئ عصبة الأمم وشعرت إنها قد قدمت بعض الحماية القانونية من السياسات التدخلية للولايات المتحدة في الحرب الأمريكية الإسبانية عام 1898، بالإضافة إلى دعم سياسة حسن الحوار التي قدمها فرانكلين روزفلت عام 1933، وشعرت الدول اللاتينية من أن العضوية في عصبة الأمم سوف تُجلب النفوذ والامتيازات لقارة أمريكا اللاتينية، كانت جميع الدول العشرين في القارة أعضاء عصبة الأمم على نقطة ما، ولكن في ذات الوقت لم يكونوا أعضاءها أبداً.
لاحقاً، تم تأسيس كتلة غير رسمية لضمان وجود ممثلي أمريكا اللاتينية في مجالس العصبة، وأدت هذه الخطوة لإنشاء مكتب اتصال خاص بالقارة، وأكد مندوبو أمريكا اللاتينية على طموحاتهم ومساهماتهم لضمان السلام في العالم والتي في النهاية سوف تظهر في الأمم المتحدة.
ظهرت خيبات أمل متزايدة من الدول اللاتينية تِجاه عصبة الأمم في فترة عشرينيات القرن الماضي، وكان هذا بسبب فشل انضمام الولايات المتحدة إلى عصبة الأمم، بالإضافة إلى الاهتمام الضئيل للقوى العظمى في العصبة تِجاه مشاكل دول أمريكا اللاتينية، وكان لعصبة الأمم بعض الدور في نزاعين بأمريكا الجنوبية في فترة ثلاثينيات القرن الماضي وهما: نزاع ليتيسيا بين بيرو وكولومبيا، وحرب تشاكو بين بوليفيا والباراغواي.
وبينما كان مندوبو أمريكا اللاتينية محبطين في كثير من الأحيان من المؤسسات السياسية للعصبة، إلا أنهم شاركوا -بشغف- في ما يسمى "الهيئات التقنية"، فعلى سبيل المثال وتحديداً في مجال التعاون الفكري، قدموا العديد من المبادرات مثل ترجمة الأعمال الأدبية اللاتينية إلى اللغة الفرنسية وإعداد دراسات عن تاريخ الأمريكتين التي أصبحت من السمات المميزة للثقافة الدولية، بالإضافة إلى المساهمة في مجال الصحة العامة والتغذية؛ إذ كان هنالك تعاون مثمر بين جنيف والجهات المعنية في أمريكا اللاتينية.